# Janusz Różycki
Janusz „Jan“ Różycki (* 10. Mai 1939 in Warschau) ist ein ehemaliger polnischer Florettfechter.

## Erfolge
Janusz Różycki wurde mit der Mannschaft 1963 in Danzig und 1965 in Paris Vizeweltmeister. Hinzu kamen dritte Plätze 1961 in Turin, 1962 in Buenos Aires, 1966 in Moskau und 1967 in Montreal. Zweimal nahm er an Olympischen Spielen teil: 1960 schied er in Rom in der Halbfinalrunde des Einzels aus, während er mit der Mannschaft den fünften Platz belegte. Bei den Olympischen Spielen 1964 in Tokio zog er mit der polnischen Equipe ungeschlagen ins Finale ein, in dem sie sich der Sowjetunion mit 7:9 geschlagen geben musste. Gemeinsam mit Egon Franke, Ryszard Parulski, Zbigniew Skrudlik und Witold Woyda erhielt er somit die Silbermedaille. Auf nationaler Ebene wurde er 1960 polnischer Einzelmeister. Mit der Mannschaft gelang ihm siebenmal der Titelgewinn.
Sein Vater war der Mathematiker und Kryptologe Jerzy Różycki.